# مبعثر
في مجال الاتصالات عن بعد، قد يكون المُبعثِر، الذي ورد في بعض المراجع باسم المُعمِّي أو مُخلِّط التعمية (بالإنجليزية: Scrambler)‏:
1. جهازاً ينقل الإشارات بين طرفين أو يُرمِّزها رسالة بطريقة أخرى من جانب المرسل لجعل الرسالة غير مفهومة لدى المُستقبِل غير المجهز بجهاز فك البعثرة المناسب. في حين أن التعمية تشير عادةً إلى العمليات التي تُنفَّذ في المجال الرقمي، فإن البعثرة تشير عادةً إلى العمليات التي تُنفَّذ في المجال التماثلي. تُنْجَز عملية البعثرة عن طريق إضافة مكونات إلى الإشارة الأصلية أو تغيير بعض المكونات المهمة للإشارة الأصلية من أجل جعل استخراج الإشارة الأصلية صعبًا. وقد تشمل الأمثلة الأخيرة إزالة نبضات المزامنة العمودية أو الأفقية في إشارات التلفزة أو تغييرها؛ ولن تتمكن أجهزة التلفاز عندها من إظهار صورة من مثل هذه الإشارة. بعض المبعثرات الحديثة هي في الواقع أجهزة تعمية، ولكنها تُسمَّى مبعثراتٍ لتشابه الهدف من استخدامها مع المبعثرات.
2. جهازاً يعالج دفق البيانات قبل إرسالها (يُشار إليه أيضًا باسم مُولِّد العشوائية أو المُعشِّئ (بالإنجليزية: Randomizer)‏)، ويلزم بعد استخدامه أن تعالج الإشارة المُستقبَلة بجهاز فك البعثرة في المُستقبِل. تُستخدم البعثرة على نطاق واسع في الاتصالات عبر الأقمار الصناعية والاتصالات بالترحيل الراديوي ومودمات الشبكة الهاتفية العامة (PSTN). يمكن وضع مبعثر مباشرةً قبل مُرمِّز تصحيح الخطأ في المستقبِل [الإنجليزية] (FEC)، أو يمكن وضعه بعده، مباشرةً قبل التضمين أو رِماز الخط. لا علاقة للمبعثر في هذا السياق بالتعمية، لأن الهدف ليس جعل الرسالة غير مفهومة، بل إعطاء البيانات المُرسَلة خصائص هندسية مفيدة. يَستَبدِل المبعثر بالمُدخلات (المشار إليها بتتابعات التبييض) تتابعات أخرى ولكنه قد يُنتج تتابعات غير مرغوب فيها على خرجه. أي يوجد نظرياً قيم للمُدخَلات تُنتج مخرجات صفرية القيمة، أو واحدية القيمة، أو فيها تتابعات أخرى غير مرغوب فيها. لذلك فإن المبعثر ليس بديلاً جيدًا لرِماز الخط، والذي  يزيل التتابعات غير المرغوب فيها في أثناء الترميز.